# Стам, Ронни
Ронни Стам (нидерл. Ronnie Stam; 18 июня 1984, Бреда) — нидерландский футболист, правый защитник.

## Клубная карьера

### «Уиган Атлетик»
30 июля 2010 года Ронни подписал трёхлетний контракт с английским клубом «Уиган Атлетик». Интересно, что предыдущим правым защитником клуба был также нидерландец Марио Мельхиот, который по истечении контракта уехал в клуб из Катара «Умм-Салаль».

## Карьера в сборной
29 июля 2010 Стам был впервые вызван в сборную Нидерландов на товарищескую встречу 11 августа.

## Достижения
«Твенте»
- Чемпион Нидерландов (1) : 2010

 «Уиган Атлетик»
- Обладатель Кубка Англии: 2012/13

## Личная жизнь
Летом 2025 года Стама приговорили к семи годам тюремного заключения за контрабанду партии кокаина из Чили и Коста-Рики.